# Усман Джеллоу
Усман Джеллоу (англ. Ousman Jallow, нар. 21 жовтня 1988, Банжул) — гамбійський футболіст, що грав на позиції нападника.
Виступав, зокрема, за клуб «Брондбю» та ГІК, а також національну збірну Гамбії.

## Клубна кар'єра
Народився 21 жовтня 1988 року в місті Банжул. Вихованець футбольної школи клубу «Воллідан». Дорослу футбольну кар'єру розпочав 2004 року в основній команді того ж клубу, в якій провів один сезон. У 2005 році він приєднався до команди «Аль-Айн». У 2006 році він виграв з ним Кубок Президента ОАЕ. Сезон 2006/07 він провів на правах оренди в марокканській команді «Раджа» (Касабланка). У 2007 році повернувся в «Аль-Айн», де провів ще рік.
31 серпня 2008 року молодий нападник підписав контракт на три роки з датською командою «Брондбю». Він дебютував у Суперлізі 22 вересня 2008 року в матчі проти «Есб'єрга» (2:1). 5 жовтня 2008 року в матчі проти «Оденсе» (1:0) він забив свій перший гол у Суперлізі. За 3 роки в «Брондбю» він провів 70 ігор і забив 14 голів. В сезоні 2010/11 не забив за клуб жодного голу за команду з Брондбю і коли його контракт закінчився влітку 2011 року, його не продовжили.
Влітку 2011 року Джеллоу приєднався до клубу другого дивізіону «Чайкур Різеспор». У першому сезоні він був основним гравцем і забив 14 голів у 32 матчах Першої ліги, але отримав серйозну травму в середині сезону 2012/13, через яку в травні 2013 року покинув команду і наступні півтора роки залишався без клубу.
У лютому 2015 року підписав річний контракт з фінським клубом ГІК, апо його завершенню, 27 лютого 2016 року, перейшов у казахський «Іртиш». Провівши там пів року, 8 серпня 2016 року Джаллоу повернувся до ГІКа, підписавши контракт до кінця сезону 2017 року. У цьому сезоні виграв з командою чемпіонат і Кубок Фінляндії.
Протягом 2017—2019 років захищав кольори бангладешського клубу «Башундхара Кінгс», після чого на початку вересня 2019 року Джаллоу приєднався до клубу «Єніджамі Агделен» з чемпіонату Північного Кіпру. Однак через два тижні він покинув клуб, зігравши лише одну гру.
Завершив ігрову кар'єру у нижчоліговій фінській команді «Спортінг Крістіна», за яку виступав протягом 2020 року.

## Виступи за збірні
2005 року у складі юнацької збірної Гамбії (U-17) став переможцем домашнього юнацького чемпіонату Африки, на якому забив 3 голи, в тому числі переможний гол у фіналі проти Гани (1:0).
2007 року залучався до складу молодіжної збірної Гамбії, з якою став бронзовим призером молодіжного чемпіонату Африки, забивши на турнірі 2 голи. Цей результат дозволив нападнику того ж року поїхати з командою і на молодіжний чемпіонат світу у Канаді, де Джеллоу також забив 2 голи, а гамбійці вилетіли на стадії 1/8 фіналу.
9 вересня 2007 року дебютував в офіційних матчах у складі національної збірної Гамбії в грі відбору на Кубок африканських націй 2008 року з Алжиром (2:1). 6 вересня 2008 року під час перемоги з рахунком 3:0 у відбірковому матчі до чемпіонату світу 2010 року проти Ліберії він забив свій перший гол у національній збірній.
Загалом протягом кар'єри в національній команді, яка тривала 5 років, провів у її формі 12 матчів, забивши 4 голи.

## Титули і досягнення
- Чемпіон Фінляндії (1):

ГІК: 2017
- Володар Кубка Фінляндії (1):

ГІК: 2016/17
- Володар Кубка фінської ліги (1):

«ГІК»: 2015
- Володар Кубка Президента ОАЕ (1):

«Аль-Айн»: 2005/06